# Kateryna Burmistrowa
Kateryna Wolodymyriwna Burmistrowa (ukrainisch Катерина Володимирівна Бурмістрова; * 20. November 1979 in Sumy, Ukrainische SSR, Sowjetunion) ist eine ukrainische Ringerin. Sie gewann in ihrer bisherigen Laufbahn Welt- und Europameistertitel.

## Werdegang
Kateryna Burmistrowa begann erst im Alter von 21 Jahren im Jahre 1998 mit dem Ringen. Sie ist Mitglied des Sportclubs Dinamo Sumy und wird von Sergei Lazorenko trainiert. Sie ist Sportlehrerin und startete bei einer Größe von 1,70 Metern zunächst lange Jahre in der Gewichtsklasse bis 67 kg und wechselte dann in die Gewichtsklasse bis 72 kg Körpergewicht.
Kateryna Burmistrowa, die vielfache ukrainische Meisterin ist, begann ihre Karriere auf der internationalen Ringermatte im Jahre 2001. Sie nahm in diesem Jahr an der Weltmeisterschaft in Sofia in der Gewichtsklasse bis 68 kg teil und belegte mit zwei Siegen gleich einen guten 5. Platz. Von da an nahm sie regelmäßig an den jährlich stattfindenden Welt- und Europameisterschaften teil. Meist erzielte sie dabei hervorragende Ergebnisse, ein paarmal schied sie aber auch schon früh aus und konnte sich bei diesen Meisterschaften nicht im Vorderfeld platzieren. An Olympischen Spielen nahm sie bisher nicht teil, weil die Gewichtsklasse bis 67 kg Körpergewicht, in der sie 2004 und 2008 an den Start ging, bei den olympischen Spielen jener Jahre nicht auf dem Programm stand.
Der erste ganz große Erfolg gelang Kateryna Burmistrowa bei der Weltmeisterschaft 2002 in Chalkida/Griechenland. Zur Überraschung aller Experten gewann sie dort mit Siegen über Jelena Perepelkina aus Russland, Kristie Marano (Kristie Davis), USA und Lise Legrand aus Frankreich den Weltmeistertitel in der Gewichtsklasse bis 67 kg, obwohl sie in ihrem ersten Kampf gegen Xiomara Guevara aus Venezuela verloren hatte.
Nach einem 11. Platz bei der Europameisterschaft 2003 in Riga und einem 8. Platz bei der Weltmeisterschaft 2003 in New York, wo sie u. a. über Nina Englich aus Deutschland gewann, trumpfte sie im Jahre 2004 bei der Europameisterschaft in Haparanda wieder auf und gewann dort mit vier Siegen den Titel. Dabei siegte sie in den entscheidenden Kämpfen über Annika Oertli aus Deutschland und Lise Legrand.
2005 gewann Kateryna Burmistrowa in Warna zum zweiten Mal den Europameistertitel in der Gewichtsklasse bis 67 kg. Sie siegte dabei über Monika Maj aus Polen, Lise Legrand und Jelena Perepelkina. Bei der Weltmeisterschaft 2005 in Budapest verletzte sie sich im Kampf gegen Ashlea McManus aus Großbritannien so schwer, dass sie den Wettkampf nicht fortsetzen konnte und auch im ganzen Jahr 2006 keine Wettkämpfe bestreiten konnte.
Wiederhergestellt, gewann sie dann bei der Europameisterschaft 2007 in Sofia eine Silbermedaille. Im Endkampf verlor sie dabei gegen Anna Polownewa aus Russland. Bei der Weltmeisterschaft dieses Jahres in Baku verlor sie gegen Natalja Kuksina aus Russland und kam auf den 7. Platz. 2008 nahm sie nur an der Weltmeisterschaft in Tokio teil und gewann dort mit der Bronzemedaille ihre zweite WM-Medaille. Im Halbfinale verlor sie dort gegen Martine Dugrenier aus Kanada. Die Bronzemedaille erkämpfte sie sich mit einem Sieg über Suman Kundu aus Indien.
In den folgenden Jahren wurde Kateryna Burmistrowa dann noch 2009 in Vilnius und 2011 in Dortmund Europameisterin: 2009 in der Gewichtsklasse bis 67 kg und 2011 in der Gewichtsklasse bis 72 kg Körpergewicht. In den Endkämpfen siegte sie dabei in Vilnius über Sumrud Gurbanhadschijewa aus Aserbaidschan und in Dortmund über Wassilissa Marsaljuk aus Belarus, nachdem sie dort im Halbfinale auch die mehrfache Weltmeisterin Stanka Slatewa geschlagen hatte. Bei den Weltmeisterschaften konnte sie nicht überzeugen und gewann auch keine WM-Medaille mehr. Bei der Weltmeisterschaft 2009 in Herning/Dänemark kam sie auf den 7., 2010 in Moskau auf den 12. und 2011 in Istanbul gar nur auf den 23. Platz. Ausschlaggebend dafür waren ihre Niederlagen gegen Martine Dugrenier (2009), Kyoko Hamaguchi, der vierfachen japanischen Weltmeisterin (2010) und Wang Jiao, China, der Olympiasiegerin von 2008 (2011).
Bei der Europameisterschaft 2012 in Belgrad besiegte sie mit Karine Schabojan aus Armenien, Natalja Worobjewa aus Russland und Jenny Fransson aus Schweden drei Weltklasseringerinnen, um dann ganz überraschend im Finale gegen die bisher kaum hervorgetretene Norwegerin Maja Gunvor Erlandsen zu verlieren. Bei den Olympischen Spielen 2012 in London traf sie in ihrem ersten Kampf auf Natalja Worobjewa, gegen die sie diesmal unterlag. Sie konnte aber in der Trostrunde weiterringen, verlor hier aber gegen Gouzel Manjurowa, womit sie ausschied und nur auf den 13. Platz kam.
Jeweils Bronzemedaillen gewann Kateryna Burmistrowa bei den Europameisterschaften 2013 in Tiflis und 2014 in Vantaa/Finnland. Sie verlor dabei in Tiflis gegen Natalja Worobjewa und in Vantaa gegen Stanka Slatewa. Die Medaillen sicherte sie sich durch Siege über Agnieszka Wieszczek-Kordus, Polen und Ileana Denisa Macovei aus Rumänien.

## Internationale Erfolge
| Jahr | Platz | Wettbewerb                               | Gewichtsklasse | Ergebnisse |
| 2001 | 5.    | WM in Sofia                              | bis 68 kg      | nach einer Niederlage gegen Swetlana Jarosewitsch, Russland und Siegen über Jana Panowa, Kirgisistan und Nina Nilsen, Norwegen                                                 |
| 2002 | 2.    | Großer Preis von Polen                   | bis 67 kg      | hinter Jelena Perepelkina, Russland, vor Shannon Samler, Kanada und Stanka Slatewa, Bulgarien                                                                                  |
| 2002 | 9.    | EM in Seinäjoki/Finnland                 | bis 67 kg      | nach Niederlagen gegen Anita Schätzle, Deutschland und Ewelina Pruszko, Polen                                                                                                  |
| 2002 | 1.    | Welt-Cup in Kairo                        | bis 67 kg      | vor Jelena Perepelkina und Yunling Zhang, China |
| 2002 | 1.    | WM in Chalkida/Griechenland              | bis 67 kg      | nach einer Niederlage gegen Xiomara Guevara, Venezuela und Siegen über Jelena Perepelkina, Kristie Marano (Davis), USA und Lise Legrand, Frankreich                            |
| 2003 | 10.   | EM in Riga                               | bis 72 kg      | nach Niederlagen gegen Stanka Slatewa und Anna Schamowa, Russland |
| 2003 | 8.    | WM in New York                           | bis 67 kg      | nach einer Niederlage gegen Swetlana Martynenko, Russland und einem Sieg über Nina Englich, Deutschland                                                                        |
| 2004 | 1.    | EM in Haparanda                          | bis 67 kg      | nach Siegen über Madeleine Gaerdskog-Hill, Schweden, Ewelina Pruszko, Annika Oertli, Deutschland und Lise Legrand                                                              |
| 2004 | 1.    | Großer Preis von Deutschland in Dormagen | bis 67 kg      | vor Stefanie Howourn, Kanada, Annika Oertli und Yvonne Englich-Hees, bde. Deutschland                                                                                          |
| 2005 | 1.    | EM in Warna                              | bis 67 kg      | nach Siegen über Monica Maj, Polen, Lise Legrand und Jelena Perepelkina |
| 2005 | 3.    | Welt-Cup in Clermont-Ferrand             | bis 67 kg      | hinter Kristie Marano und Lise Legrand |
| 2005 | 2.    | Universitäten-WM in Izmir                | bis 72 kg      | hinter Ohenewa Akuffo, Kanada, vor Ayako Murashima, Japan und Agnieszka Wieszczek, Polen                                                                                       |
| 2005 | 15.   | WM in Budapest                           | bis 67 kg      | nach einer Niederlage gegen Ashlea McManus, Großbritannien |
| 2007 | 2.    | EM in Sofia                              | bis 67 kg      | nach Siegen über Gunhild Fretland, Norwegen und Irina Zyrkewitsch, Belarus und einer Niederlage gegen Anna Polownewa, Russland                                                 |
| 2007 | 7.    | WM in Baku                               | bis 67 kg      | nach einem Sieg über Maria Katschina, Aserbaidschan und einer Niederlage gegen Natalja Kuksina, Russland                                                                       |
| 2008 | 3.    | WM in Tokio                              | bis 67 kg      | nach Siegen über Michaela Krizkova-Spoutsova, Tschechien und Jelena Piroschkowa, USA, einer Niederlage gegen Martine Dugrenier, Kanada und einem Sieg über Suman Kundu, Indien |
| 2009 | 1.    | EM in Vilnius                            | bis 67 kg      | nach Siegen über Roxana Camelia Iancolovici, Rumänien, Irina Zyrkewitsch, Julija Bartnowskaja, Russland und Sumrud Gurbanhadschijewa, Aserbaidschan                            |
| 2009 | 5.    | Austrian-Lady-Open in Götzis             | bis 72 kg      | hinter Mami Shinkai, Japan, Jenny Fransson, Schweden, Swetlana Sajenko, Ukraine und Asuka Sano, Japan                                                                          |
| 2009 | 3.    | Golden-Grand-Prix in Baku                | bis 67 kg      | hinter Sumrud Gurbanhadschijewa und Julija Bartnowskaja |
| 2009 | 7.    | WM in Herning/Dänemark                   | bis 67 kg      | nach Siegen über Gloria Zabala, Argentinien und Irina Zyrkewitsch und Niederlagen gegen Martine Dugrenier und Badrachyn Odontschimeg, Mongolei                                 |
| 2010 | 1.    | Golden-Grand-Prix in Krasnojarsk         | bis 67 kg      | vor Badrachyn Odontschimeg und Bandsragtschiin Ojuunsüren, bde. Mongolei und Jelena Schalygina, Russland                                                                       |
| 2010 | 2.    | EM in Baku                               | bis 67 kg      | nach Siegen über Paulina Grabowska, Polen und Alena Kartaschowa und einer Niederlage gegen Nadeschda Semenzowa, Aserbaidschan                                                  |
| 2010 | 3.    | Golden-Grand-Prix in Baku                | bis 67 kg      | hinter Jelana Schalygina und Mami Shinkai |
| 2010 | 12.   | WM in Moskau                             | bis 72 kg      | nach einer Niederlage gegen Kokyo Hamaguchi, Japan |
| 2011 | 3.    | Golden-Grand-Prix in Krasnojarsk         | bis 72 kg      | hinter Jelena Perepelkina und Alena Starodubzewa, beide Russland |
| 2011 | 1.    | „Alexander-Medwed“-Preis in Minsk        | bis 72 kg      | vor Wassilissa Marsaljuk, Belarus und Iris Smith, USA |
| 2011 | 1.    | EM in Dortmund                           | bis 72 kg      | nach Siegen über Cynthia Vanessa Vescan, Frankreich, Marina Gastl, Österreich, Stanka Slatewa und Wassilissa Marsaljuk                                                         |
| 2011 | 9.    | Golden-Grand-Prix in Baku                | bis 72 kg      | Siegerin: Stanka Slatewa vor Natalja Worobjewa, Russland |
| 2011 | 3     | Intern. Ukr. Turnier in Kiew             | bis 72 kg      | hinter Stanka Slatewa und Leah Callahan, Kanada |
| 2011 | 23.   | WM in Istanbul                           | bis 72 kg      | nach einer Niederlage gegen Wang Jiao, China |
| 2012 | 5.    | Intern. Ukr. Turnier in Kiew             | bis 72 kg      | hinter Wassilissa Marsaljuk, Jelena Perepelkina, Oksana Waschtschuk, Ukraine und Dina Iwanowa, Aserbaidschan                                                                   |
| 2012 | 2.    | EM in Belgrad                            | bis 72 kg      | nach Siegen über Karine Schabojan, Armenien, Natalja Worobjewa und Jenny Fransson und einer Niederlage gegen Maja Gunvor Erlandsen, Norwegen                                   |
| 2012 | 2.    | Olympia-Qualif.-Turnier in Sofia         | bis 72 kg      | hinter Jenny Fransson, vor Maider Unda Gonzales de Audicana, Spanien und Agnieszka Wieszczek                                                                                   |
| 2012 | 1.    | Welt-Cup in Tokio                        | bis 72 kg      | vor Leah Callahan, Adeline Gray, USA, Jekaterina Bukina und Natalja Worobjewa                                                                                                  |
| 2012 | 13.   | OS in London                             | bis 72 kg      | nach Niederlagen gegen Natalja Worobjewa und Gouzel Manjurowa |
| 2012 | 2.    | Golden-Grand-Prix in Baku                | bis 72 kg      | hinter Jenny Fransson, vor Otschirbatyn Burmaa, Mongolei und Agnieszka Wieszczek-Kordus                                                                                        |
| 2013 | 5.    | „Iwan-Yarigin“-Memorial in Krasnojarsk   | bis 72 kg      | hinter Natalja Worobjewa, Otschirbatyn Burmaa, Wassilissa Marsaljuk und Ksenia Burakowa, Russland                                                                              |
| 2013 | 1.    | Intern. Turnier in Kiew                  | bis 72 kg      | vor Agnieszka Wieszczek-Kordus, Swetlana Sajenko, Moldawien und Wassilissa Marsaljuk                                                                                           |
| 2013 | 3.    | EM in Tiflis                             | bis 72 kg      | nach einer Niederlage gegen Natalja Worobjewa und Siegen über Marina Gastl, Österreich und Agnieszka Wieszczek-Kordus                                                          |
| 2013 | 3.    | Battle at the Falls in Niagara Falls     | bis 72 kg      | hinter Erica Wiebe, Kanada und Brittany Roberts, USA |
| 2013 | 5.    | Golden-Grand-Prix in Baku                | bis 72 kg      | hinter Natalja Worobjewa, Hiroe Suzuki, Japan, Jenny Fransson und Badrachyn Odontschimeg, Mongolei                                                                             |
| 2014 | 7.    | „Iwan-Yarigin“-Memorial in Krasnojarsk   | bis 69 kg      | Siegerin: Natalja Worobjewa vor Darima Sanschejewa, Russland |
| 2014 | 3.    | Alexander-Medwed-Preis in Minsk          | bis 75 kg      | hinter Wassilissa Marsaljuk und Gousel Manjurowa |
| 2014 | 3.    | EM in Vantaa/Finnland                    | bis 75 kg      | nach einem Sieg über Marina Gastl, einer Niederlage gegen Stanka Slatewa und einem Sieg über Ileana Denisa Macovei, Rumänien                                                   |

Erläuterungen
- alle Wettbewerbe im freien Stil
- OS = Olympische Spiele, WM = Weltmeisterschaft, EM = Europameisterschaft